# Ommata flavipes
Ommata flavipes là một loài bọ cánh cứng trong họ Cerambycidae.